# تب زیکا
تب زیکا (همچنین شناخته شده به عنوان بیماری ویروس زیکا و به صورت ساده زیکا) یک بیماری عفونی ناشی از وویروس زیکا است. که در بسیاری از موارد هیچ نشانه‌ای ندارد اما در اکثر اوقات معمولاً خفیف و می‌تواند شبیه به تب دانگاست. علائم آن ممکن است شامل تبهای قرمز چشمبا درد مفصلو سردرد و راش ماکولوپاپولر باشد. علائم به‌طور کلی کمتر از هفت روز است. این موضوع باعث نشد که در طول عفونت اولیه هیچ گونه گزارش مرگ و میر نداشته‌است. عفونت در دوران بارداری با علائم میکروسفالی و دیگر ناهنجاری‌های مغزی در برخی از نوزادان باشد. عفونت در بزرگسالان به سندرم گیلن باره مرتبط است.
تب زیکا به‌طور عمده از طریق نیش پشه‌ها از نوع پشه آئدس  انتقال می‌یابد. همچنین می‌تواند از طریق مقاربتی از مرد به شرکای جنسی و به‌طور بالقوه از طریق انتقال خون گسترش یابد. عفونت در زنان باردار می‌تواند به کودک منتقل گردد تشخیص آن با آزمایش خون و ادرار یا بزاق برای حضور ویروس زیکا زمانی که فرد بیمار از طریق آران‌ای است.

## علائم و نشانه‌ها

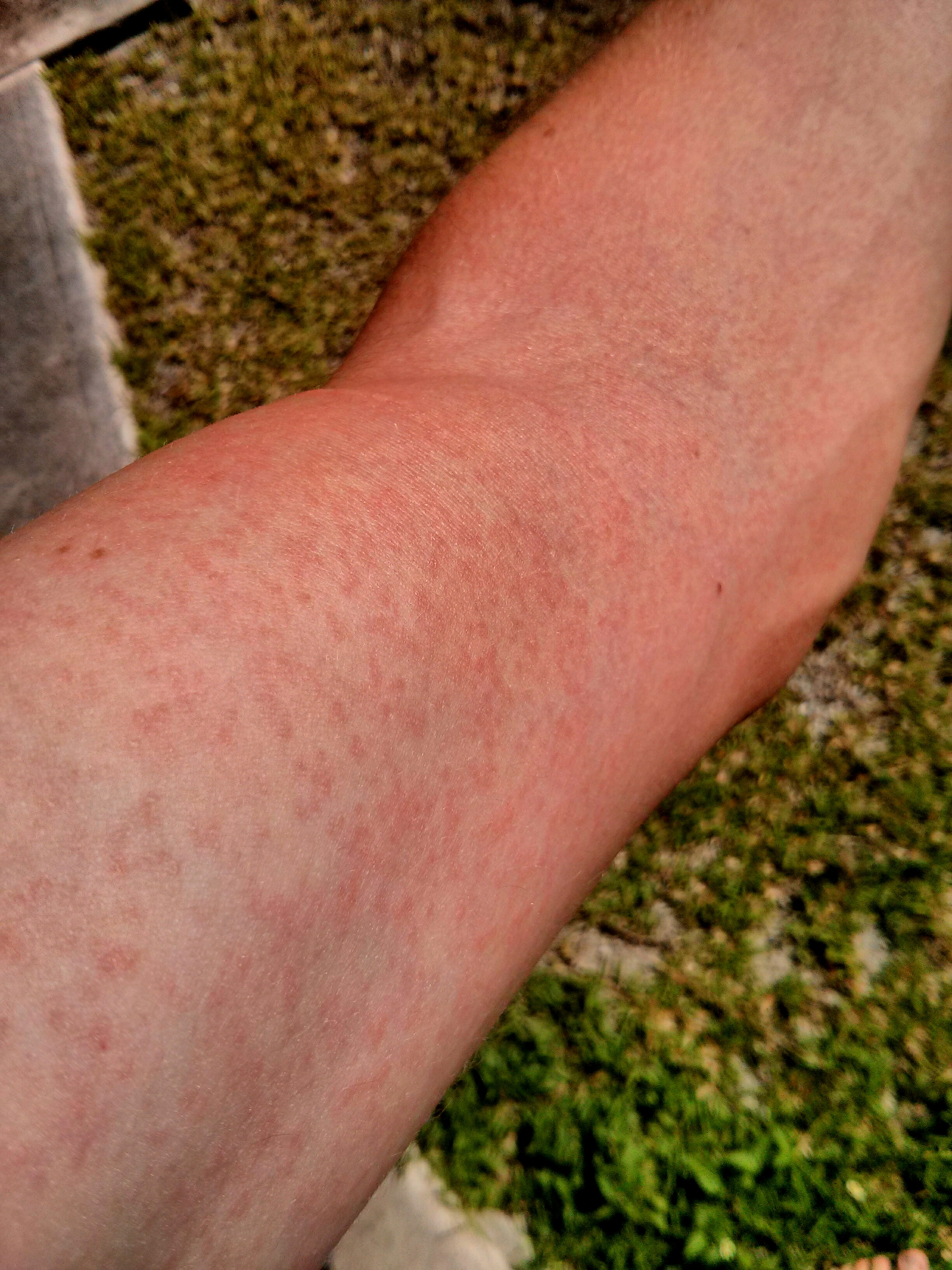
بثورات بر روی یک بازو با توجه به تب زیکا

### بارداری

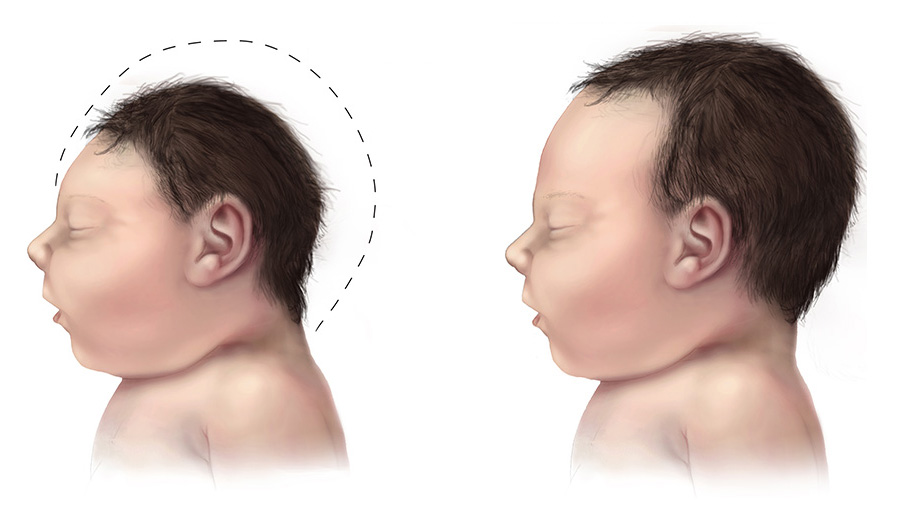
میکروسفالی

## اپیدمیولوژی

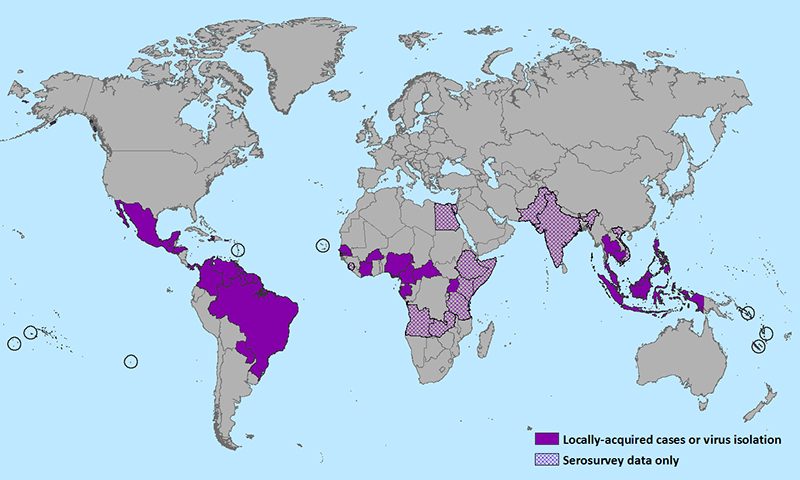
کشورهایی که در گذشته یا در حال حاضر شواهدی از انتقال ویروس زیکا گزارش شده (از ژانویه 2016)

### آمریکا

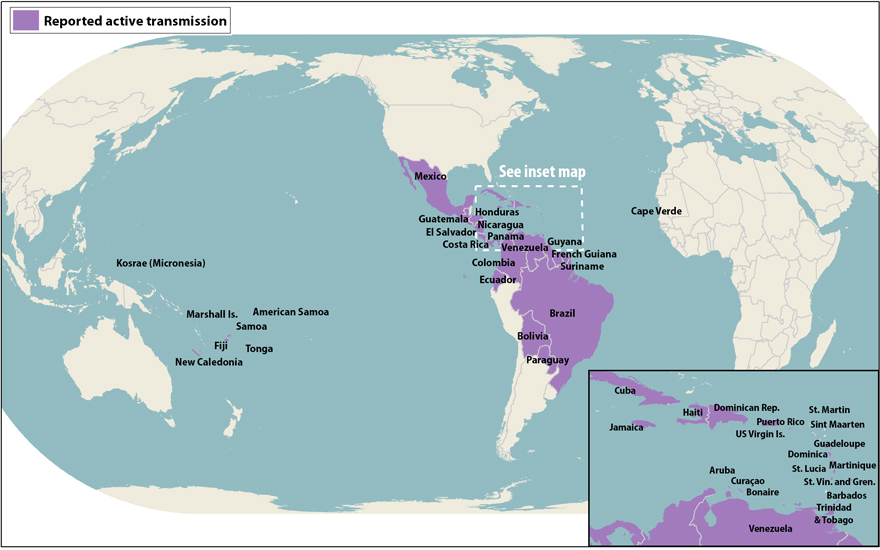
مناطق فعال انتقال ویروس زیکا،, مارس ۲۰۱۶

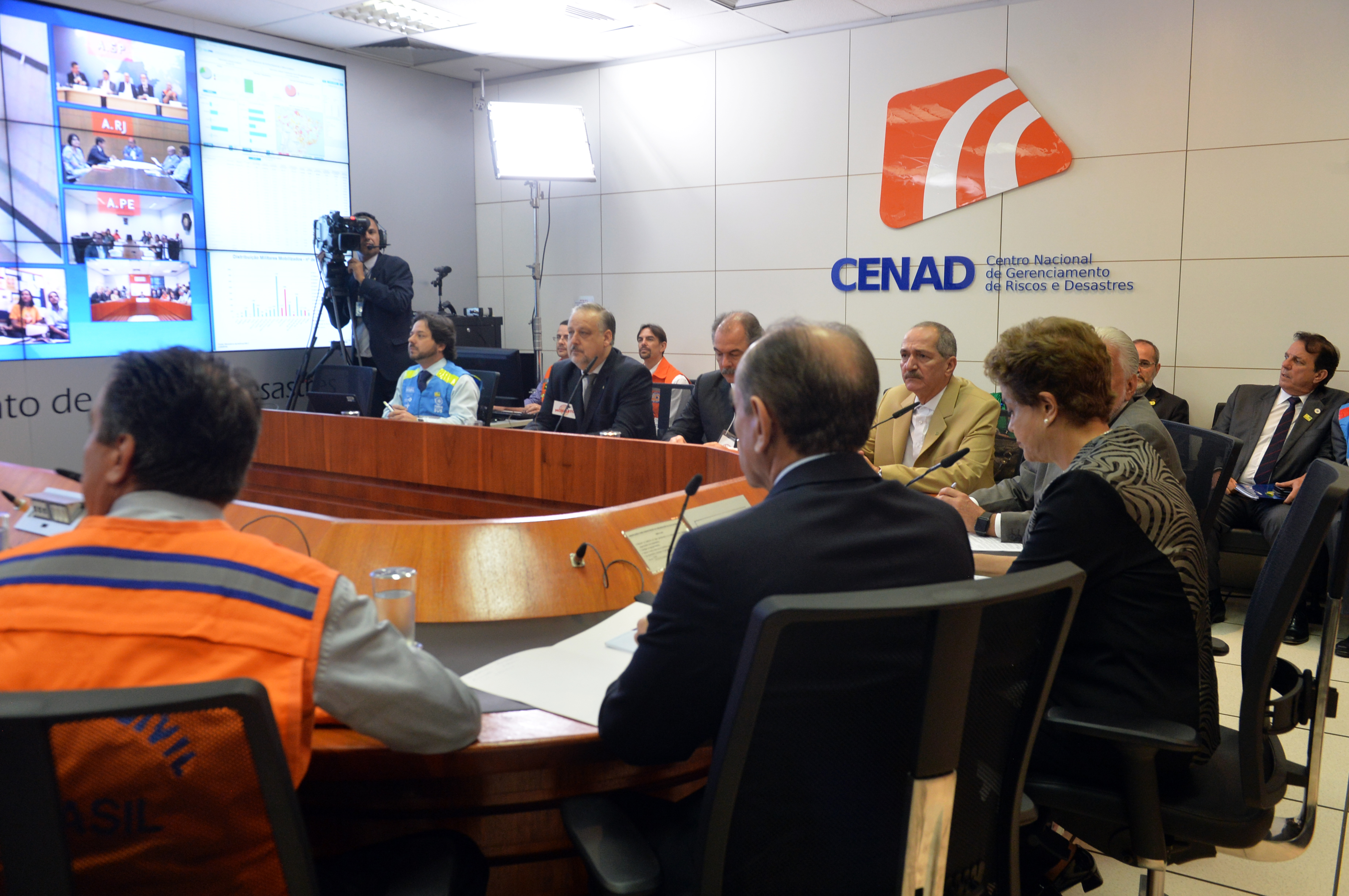
رئیس جمهور برزیل دیلما روسف در یک کنفرانس ویدئویی در مورد ویروس زیکا در مرکز ملی مدیریت بحران سخنرانی می‌کند.